# Academia Nacional de Belas-Artes
A Academia Nacional de Belas-Artes foi criada em Lisboa, a 25 de Outubro de 1836, por decreto da rainha D. Maria II, publicado quatro dias depois em “Diário do Governo”. Atualmente é uma instituição de utilidade pública, tutelada pela Secretaria de Estado da Cultura.

## História

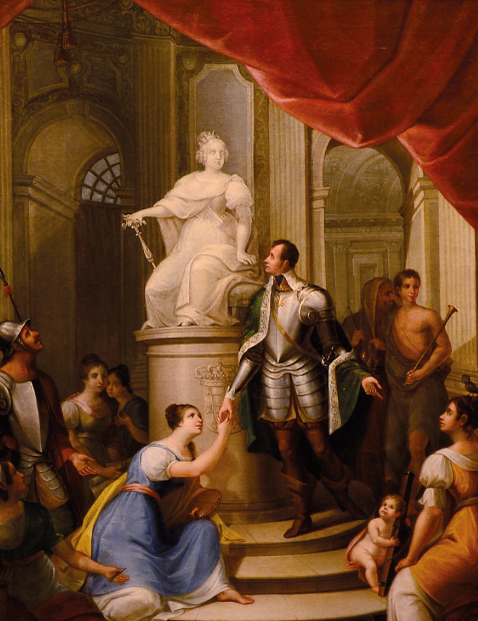
Norberto José Ribeiro, Alegoria à Instituição da Academia das Belas Artes, 1840

Segundo o “Dicionário de História de Portugal” foi Passos Manuel quem fundou a Academia de Belas-Artes, referendando três decretos de Outubro de 1836, todos relativos a essa instituição. "O primeiro decreto teve por fim criar a Academia, o segundo, colocá-la numa parte do edifício do extinto convento de São Francisco da Cidade, onde ainda hoje existe, e criou uma biblioteca de Belas Artes no mesmo edifício, por último nomeou para os diversos empregos da academia as pessoas constantes duma relação que acompanhava o mesmo decreto. [...] A Academia tinha funções honoríficas, culturais e pedagógicas". Mais tarde, já no reinado de D. Luís, a Academia de Belas-Artes passa a ser designada por Academia Real de Belas-Artes. Em 1881 foi efetivada uma reforma no ensino artístico, que veio ratificar algumas inovações curriculares já antes introduzidas, dando-se a separação entre a Escola de Belas-Artes de Lisboa (atual Faculdade de Belas-Artes da Universidade de Lisboa), com fins didáticos, e a Academia Real de Belas-Artes propriamente dita, com fins culturais. Na sequência da implantação da República, em 1911 a Academia Real de Belas-Artes é extinta, sucedendo-lhe o Conselho de Arte e Arqueologia (1.ª Circunscrição), com objetivos semelhantes. Com o Decreto n.º 20 977 de 1932, a Academia é restaurada sob o nome de Academia Nacional de Belas-Artes.